# 14.º Exército (Alemanha)
O 14º Exército foi formado em 1 de Agosto de 1939 a partir do Heeresgruppenkommando 5. Foi redesignado 12º Exército em 13 de Outubro de 1939. Posteriormente foi reformado em 18 de Novembro de 1943 na Itália. Lutando lá o restante da guerra e se rendendo no dia 2 de Maio de 1945.

## Comandantes
| Comandante                                                | Data                                             |
| --------------------------------------------------------- | ------------------------------------------------ |
| Generalfeldmarschall Wilhelm List                         | 26 de Agosto de 1939 - 13 de Outubro de 1939     |
| Generaloberst Eberhard von Mackensen                      | 18 de Novembro de 1943 - 2 de Junho de 1944      |
| General der Panzertruppe Joachim Lemelsen                 | 2 de Junho de 1944 - 15 de Outubro de 1944       |
| General der Panzertruppe Fridolin von Senger und Etterlin | 15 de Outubro de 1944 - 24 de Outubro de 1944    |
| General der Artillerie Heinz Ziegler                      | 24 de Outubro de 1944 - 22 de Novembro de 1944   |
| General der Panzertruppe Traugott Herr                    | 24 de Novembro de 1944 - 16 de Dezembro de 1944  |
| General der Infanterie Kurt von Tippelskirch              | 16 de Dezembro de 1944 - 17 de Fevereiro de 1945 |
| General der Panzertruppe Joachim Lemelsen                 | 17 de Fevereiro de 1945 - 2 de Maio de 1945      |

## Chiefs of Staff
- Generalmajor Eberhard von Mackensen   (Agosto 1939 - 13 Outubro 1939)
- Generalmajor Wolf Rüdiger Hauser   (20 Novembro 1943 - 5 Fevereiro 1945)
- Oberst Henning Runkel   (5 Fevereiro 1945 - 2 Maio 1945)

## Oficiais de Operações
- Oberst Otto Wöhler   (Agosto 1939 - 13 Outubro 1939)
- Oberstleutnant Gernot Nagel   (18 Novembro 1943 - Junho 1944)
- Oberstleutnant Julius Boehncke   (Junho 1944)
- Oberstleutnant Gernot Nagel   (15 Junho 1944 - 1 Janeiro 1945)
- Major Hasso Zingler   (1 Janeiro 1945 - 25 Janeiro 1945)
- Oberstleutnant Gernot Nagel   (25 Janeiro 1945 - 3 Abril 1945)
- Oberstleutnant Wilhelm Schuster   (3 Abril 1945 - 2 Maio 1945)

## Área de Operações
- Polônia (Setembro 1939 - Outubro 1939)
- Itália (Novembro 1943 - Maio 1945)

## Ordem de Batalha
A unidades abaixo estavam sob o comando do 14º Exército nas referidas datas:
20 de Novembro de 1943
À disposição do 14º Exército
- 188. Reserve-Gebirgs-Division (formando)
- I. SS-Panzerkorps (formando)
- LXXXVII Corpo de Exército
- 356ª Divisão de Infantaria
- 334ª Divisão de Infantaria
- LI Corpo de Montanha
- 371ª Divisão de Infantaria
- II. SS-Panzerkorps
- 71ª Divisão de Infantaria
- Reichsgrenadier-Division Hoch- und Deutschmeister
- 162ª Divisão de Infantaria (Turk.)
- Korps Witthöft
- 90. Panzer-Grenadier-Division
- 362ª Divisão de Infantaria

14 de Dezembro de 1943
À disposição do 14º Exército
- 278ª Divisão de Infantaria(formando)
- 188. Reserve-Gebirgs-Division (formando)
- 16. SS-Panzer-Grenadier-Division "Reichsführer-SS" (formando)
- LI Corpo de Montanha
- LXXXVII Corpo de Exército
- 356ª Divisão de Infantaria
- 334ª Divisão de Infantaria
- II. SS-Panzerkorps
- 71ª Divisão de Infantaria
- 162ª Divisão de Infantaria (Turk.)
- Polizei-Regiment (mot) 14
- Korps Witthöft
- 362ª Divisão de Infantaria (formando)

14 de Abril de 1944
À disposição do 14º Exército
- 29. Panzergrenadier Division
- I. Fallschirmkorps
- 4. Fallschirmjäger-Division
- 65ª Divisão de Infantaria
- 3. Panzer-Grenadier-Division
- LXXXVII Corpo Panzer
- 362ª Divisão de Infantaria
- 715ª Divisão de Infantaria

15 de Junho de 1944
À disposição do 14º Exército
- 65ª Divisão de Infantaria
- 92ª Divisão de Infantaria
- 362ª Divisão de Infantaria
- XIV Corpo Panzer
- 162ª Divisão de Infantaria (Turk.)
- 90. Panzer-Grenadier-Division
- 29. Panzer-Grenadier-Division
- 20. Luftwaffen-Sturm-Division
- I. Fallschirmkorps
- 3. Panzer-Grenadier-Division (restos)
- 26ª Divisão Panzer
- 4. Fallschirmjäger-Division
- 356ª Divisão de Infantaria

15 de Agosto de 1944
À disposição do 14º Exército
- 362ª Divisão de Infantaria
- 90. Panzer-Grenadier-Division (parte)
- LXXV Corpo de Exército
- Festung-Brigade 135
- 20. Luftwaffen-Sturm-Division + 16. SS-Panzer-Grenadier-Division "Reichsführer-SS" (maior parte)
- 16. SS-Panzer-Grenadier-Division "Reichsführer-SS" (parte)
- XIV Corpo Panzer
- 65ª Divisão de Infantaria
- 26ª Divisão de Infantaria
- 3. Panzer-Grenadier-Division
- I. Fallschirmkorps
- 29. Panzer-Grenadier-Division
- 4. Fallschirmjäger-Division
- 356ª Divisão de Infantaria

16 de Setembro de 1944
- XIV Corpo Panzer
- 16. SS-Panzer-Grenadier-Division "Reichsführer-SS"
- 42. Jäger-Division
- 232ª Divisão de Infantaria
- 1ª Divisione Bersaglieri "Italia"
- 65ª Divisão de Infantaria
- I. Fallschirmkorps
- 362ª Divisão de Infantaria
- 334ª Divisão de Infantaria
- 4. Fallschirmjäger-Division

1 de Março de 1945
À disposição do 14º Exército
- 114. Jäger-Division (em transição)
- LI Corpo de Montanha
- 148ª Divisão de Infantaria
- 1ª Divisione Bersaglieri "Italia"
- 232ª Divisão de Infantaria
- XIV Corpo Panzer
- 94ª Divisão de Infantaria
- 8ª Divisão de Montanha
- 65ª Divisão de Infantaria
- 305ª Divisão de Infantaria

12 de Abril de 1945
- LI Corpo de Montanha
- 148ª Divisão de Infantaria
- 1ª Divisione Bersaglieri "Italia"
- 232ª Divisão de Infantaria
- 114. Jäger-Division
- 334ª Divisão de Infantaria
- XIV Corpo Panzer
- 94ª Divisão de Infantaria
- 8ª Divisão de Montanha
- 65ª Divisão de Infantaria